# Французька сінематека
Францу́зька сінемате́ка (фр. Cinémathèque française) — один із найбільших кіноархівів світу, заснований 2 вересня 1936 року режисерами Жоржем Франжю та Анрі Ланглуа. До початкового фонду увійшли фільми студії «Альбатрос», заснованої в 1920-х роках російськими емігрантами, та фільми з колекції Жоржа Мельєса.

## Історія
Метою створення Сінематеки стало збирання та збереження фільмів. Перед початком Другої світової війни Лангуа вдалося зібрати одну з найбільших колекцій у світі, зокрема через наказ нацистів у Німеччині знищити фільми, що було знято до 1937 року. Лангуа та його колегам вдалося врятувати багато фільмів та перевезти їх до Франції, де вони зберігалися під час війни.
Після завершення війни французька влада виділила для колекції приміщення для кінопоказів, а також почала фінансувати діяльність Сінематеки, що спершу розташовувалася на проспекті Мессіна (фр. Avenue de Messine). У 1940–1950-х роках у Сінематеці проводилися покази фільмів таких режисерів як Робер Брессон, Рене Клеман, Анрі-Жорж Клузо та Жак Беккер.
Для багатьох режисерів французької Нової Хвилі, зокрема Ален Рене, Жак Ріветт, Франсуа Трюффо, Жан-Люк Годар, Клод Шаброль, Роже Вадим, Жак Доніоль-Валькроз та П'єр Каст, професійне захоплення кіно почалося з відвідування показів у Французькій сінематеці.
Заснована в 1992 році Бібліотека кіно (фр. Bibliothèque du Film) стала структурним підрозділом Французької сінематеки.

## Розташування
Після численних змін місця розташування Сінематеки в 1950-х роках, а також «справи Ланглуа» в 1968 році, коли звільнення Анрі Ланглуа супроводжувалося серією протестів, через що Сінематека була тимчасово зачинена, її було знов відкрито в новому приміщенні, яким став постмодерністський будинок за проєктом канадсько-американського архітектора Френка Гері. На першому поверсі Сінематеки розташовано відкритий для публіки ресторан.

## Згадки в популярній культурі
До теми закриття Сінематеки зверталися Франсуа Трюффо у фільмі «Вкрадені поцілунки» та Бернардо Бертолуччі у фільмі «Мрійники». Сінематека також згадується у «Книзі ілюзій» Пола Остера та пісні групи Harvey Danger «Приватний гелікоптер».